# Łoża (gmina)
Łoża – dawna gmina wiejska istniejąca w latach 1945–1954, kolejno w województwach: pomorskim, szczecińskim i koszalińskim (dzisiejsze woj. pomorskie). Nazwa gminy pochodzi od wsi Łoża, lecz siedzibą władz gminy była Biskupnica.
Gmina Łoża powstała po II wojnie światowej (1945) na terenie tzw. Ziem Odzyskanych (tzw. III okręg administracyjny – Pomorze Zachodnie). 25 września 1945 gmina – jako jednostka administracyjna powiatu człuchowskiego – została powierzona administracji wojewody pomorskiego, po czym z dniem 28 czerwca 1946 została przyłączona do województwa szczecińskiego. 6 lipca 1950 gmina wraz z całym powiatem człuchowskim weszła w skład nowo utworzonego województwa koszalińskiego.
Według stanu z 1 lipca 1952 gmina składała się z 11 gromad: Biskupnica, Dzików, Grodzisko, Łoża, Międzybórz, Nadziejewo, Olszanowo, Raciniewo, Wyczechy, Zalesie i Ziemnica. 12 września 1953 część obszaru gminy Łoża przyłączono do gminy Szczecinek. Gmina została zniesiona 29 września 1954 wraz z reformą wprowadzającą gromady w miejsce gmin. Jednostki nie przywrócono 1 stycznia 1973 wraz z kolejną reformą reaktywującą gminy.